# سدید (سربیشه)
سدید یک منطقهٔ مسکونی در ایران است که در دهستان نهارجان واقع شده‌است. براساس سرشماری مرکز آمار ایران در سال ۱۳۹۵، سدید ۴۷ نفر جمعیت دارد.